# 中原清

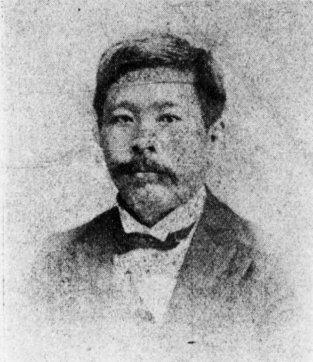
中原清

中原 清（なかはら きよし、慶応元年4月23日（1865年5月17日） - 大正11年（1922年）1月3日）は、衆議院議員（立憲政友会）、弁護士。

## 経歴
日向国那珂郡檍村（現在の宮崎県宮崎市）出身。1888年（明治21年）、明治法律学校（現在の明治大学）に入学して法学を学び、1890年（明治23年）に卒業した後は弁護士業務に従事した。1901年（明治34年）には宮崎県弁護士会長に選出された。
1899年（明治32年）、宮崎県会議員に当選し、さらに1902年（明治35年）の第7回衆議院議員総選挙に当選した。